# كاثلين أومالي
كاثلين أومالي (بالإنجليزية: Kathleen O'Malley)‏ هي ممثلة أمريكية، ولدت في 31 مارس 1924 في الولايات المتحدة.

## أعمال

### أفلام
- (1944) فتاة الغلاف
- (1955) السيد روبرتس
- (1970) المطار[5][6][7]
- (1971) هاري القذر

### مسلسلات
- بيفرلي هيلز 90210
- ديناستي
- ذا والتونز

## وصلات خارجية
- كاثلين أومالي على موقع IMDb (الإنجليزية)
- كاثلين أومالي على موقع ألو سيني (الفرنسية)
- كاثلين أومالي على موقع تيرنر كلاسيك موفيز (الإنجليزية)
- كاثلين أومالي على موقع أول موفي (الإنجليزية)
- كاثلين أومالي على موقع قاعدة بيانات الأفلام السويدية (السويدية)
- كاثلين أومالي على موقع قاعدة بيانات الفيلم (الإنجليزية)